# AFC 챌린지리그

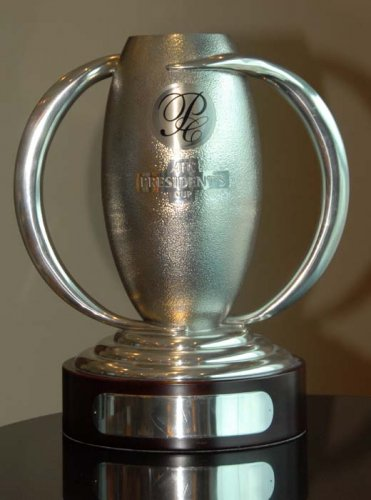

AFC 챌린지리그(AFC Challenge League)는 아시아 축구 연맹이 개최하는 아시아 클럽 축구 대항전의 3부 대회로 2005년부터 'AFC 프레지던트컵'으로 개최된 이후 2014년에 폐지 수순을 밟았다가 10년 뒤인 2024년 'AFC 챌린지리그'로 대회명을 변경함과 동시에 기존의 대회 기록까지 모두 승계했다.

## 참가 클럽
챌린지리그(과거 프레지던트컵)에 참가하는 클럽들은 아시아 축구 연맹(AFC)에 속한 국가의 클럽팀으로 한정되었다. 그리고 AFC의 모든 회원국 가운데 아시아 축구 연맹의 "비전 아시아" 정책에 따라 "신흥 국가"로 분류된 국가들이 참가했고 나머지 국가의 클럽팀들은 AFC 챔피언스리그 엘리트나 AFC 챔피언스리그 투(과거 AFC컵)에 참가했으며 신흥 국가들 가운데 합당할 만한 국내 축구 리그가 존재하는 국가의 우승팀만이 참가했다.

## 대회 구성

### 2024년 이전
2007년 대회까지는 8팀이 2개조로 나뉘어 각 조의 1~2위가 준결승전에 올라가는 방식으로 진행했고 2008년 대회에는 11팀이 3개조로 나뉘어 각 조 1위팀이 준결승전에 올라가고 2위 3팀 가운데 가장 좋은 성적을 기록한 한 팀이 준결승전에 참가하는 마지막팀이 된다.
2011년 대회부터는 팔레스타인의 신규 참가로 12개팀이 되었으며 방식도 각 조의 1~2위를 차지한 6개 팀이 3팀씩 2개조로 나뉘어서 다시 2차 조별예선을 치른 뒤 각 조의 1위 팀이 결승전을 치르는 방식으로 바뀌었다.
이전까지 AFC 챌린지리그(과거 AFC 프레지던트컵)는 AFC 챔피언스리그 투(과거 AFC컵)와 연계되지 않았지만 아시아 축구 연맹의 결정에 따라 2014년 AFC 프레지던트컵 본선 진출팀은 2015년 AFC컵 플레이오프에 참가했다.

### 2024년 이후
2024-25 시즌부터는 AFC 챌린지리그 플레이오프 승자팀만 ACGL 본선 조별리그에 진출하며 본선 조 편성은 서아시아 4팀씩 3개조, 동아시아 3팀씩 2개조로 이뤄지며 이후 싱글라운드에서는 서아시아 팀당 3경기씩, 동아시아 팀당 2경기씩 진행하여 서아시아는 각 조 1위 3팀과 조 2위 중 성적이 우수한 1팀, 동아시아는 각 조 1·2위팀만 8강에 진출한다.
그리고 8강부터 4강까지는 홈 앤드 어웨이 방식으로 진행되며 결승전은 중립 지역에서 단판으로 우승팀을 결정지으며 우승팀은 차기 시즌 AFC 챔피언스리그 투 본선 조별리그 진출 자격을 얻는다.

## 대회 참가국
- 네팔
- 몽골
- 방글라데시
- 라오스
- 부탄
- 대만
- 캄보디아
- 투르크메니스탄
- 쿠웨이트
- 키르기스스탄
- 미얀마
- 인도네시아
- 팔레스타인
- 레바논
- 아프가니스탄

## 대회 미참가국 (클럽 라이선스 미보유)
- 괌
- 동티모르
- 마카오
- 브루나이
- 북한
- 스리랑카
- 북마리아나 제도
- 파키스탄
- 예멘

## 결과
| 연도            | 개최국        |                    | 결승전                        | 결승전                   | 결승전                                                              |  | 준결승전 패배 팀 (3위 결정전 없음) |
| 연도            | 개최국        | 우승               | 결과                          | 준우승                   |                                                                     |  | 준결승전 패배 팀 (3위 결정전 없음) |
| 2005년 상세정보 | 네팔          | 레가르 타다즈      | 3 - 0                         | 도르도이 디나모          | 블루 스타 SC 스리 스타 클럽                                         |  |                                    |
| 2006년 상세정보 | 말레이시아    | 도르도이 디나모    | 2 - 1 (연장)                  | 바흐시 쿠르곤텝파        | 케마라 다퉁                                                         |  |                                    |
| 2007년 상세정보 | 파키스탄      | 도르도이 디나모    | 2 - 1                         | 마헨드라 폴리스 클럽     | 라트남 SC 레가르 타다즈                                             |  |                                    |
| 2008년 상세정보 | 키르기스스탄  | 레가르 타다즈      | 1 - 1 (연장) (승부차기 4 - 3) | 도르도이 디나모          | FK 아시가바트 마헨드라 폴리스 클럽                                  |  |                                    |
| 2009년 상세정보 | 타지키스탄    | 레가르 타다즈      | 2 - 0                         | 도르도이 디나모          | FK 아시가바트 WAPDA                                                 |  |                                    |
| 2010년 상세정보 | 미얀마        | 야다나본           | 1 - 0 (연장)                  | 도르도이 비슈케크        | HTTU 아시가바트 바흐시 쿠르곤텝파                                   |  |                                    |
| 2011년 상세정보 | 중화 타이베이 | 타이완 파워 컴퍼니 | 3 - 2                         | 프놈펜 크라운            | 발칸 네프치 코치코르아타 (결승 라운드 조별 예선 2위 팀)             |  |                                    |
| 2012년 상세정보 | 타지키스탄    | 이스티클롤         | 2 - 1                         | 마르카즈 샤바브 알아마리 | 도르도이 비슈케크 타이완 파워 컴퍼니 (결승 라운드 조별 예선 2위 팀) |  |                                    |
| 2013년 상세정보 | 말레이시아    | 발칸               | 1 - 0                         | KRL                      | 에르침 힐랄 알쿠드스 (결승 라운드 조별 예선 2위 팀)                 |  |                                    |
| 2014년 상세정보 | 스리랑카      | HTTU 아시가바트    | 2 - 1                         | 리명수체육단             | 마낭 마르샹디 클럽 셰이크 러셀 (결승 라운드 조별 예선 2위 팀)       |  |                                    |

## 클럽별 우승 횟수
| 팀                       | 우승 | 준우승 | 우승 연도        | 준우승 연도            |
| ------------------------ | ---- | ------ | ---------------- | ---------------------- |
| 레가르 타다즈            | 3    | 0      | 2005, 2008, 2009 |                        |
| 도르도이 비슈케크        | 2    | 4      | 2006, 2007       | 2005, 2008, 2009, 2010 |
| 야다나본                 | 1    | 0      | 2010             |                        |
| 타이완 파워 컴퍼니       | 1    | 0      | 2011             |                        |
| 이스티클롤               | 1    | 0      | 2012             |                        |
| 발칸                     | 1    | 0      | 2013             |                        |
| HTTU 아시가바트          | 1    | 0      | 2014             |                        |
| 바흐시 쿠르곤텝파        | 0    | 1      |                  | 2006                   |
| 네팔 폴리스 클럽         | 0    | 1      |                  | 2007                   |
| 프놈펜 크라운            | 0    | 1      |                  | 2011                   |
| 마르카즈 샤바브 알아마리 | 0    | 1      |                  | 2012                   |
| KRL                      | 0    | 1      |                  | 2013                   |
| 리명수체육단             | 0    | 1      |                  | 2014                   |

## 국가별 우승 횟수
| # | 국가                   | 우승 | 준우승 |
| - | ---------------------- | ---- | ------ |
| 1 | 타지키스탄             | 4    | 1      |
| 2 | 키르기스스탄           | 2    | 4      |
| 3 | 투르크메니스탄         | 2    | 0      |
| 4 | 미얀마                 | 1    | 0      |
| 4 | 중화 타이베이          | 1    | 0      |
| 6 | 캄보디아               | 0    | 1      |
| 6 | 네팔                   | 0    | 1      |
| 6 | 파키스탄               | 0    | 1      |
| 6 | 팔레스타인             | 0    | 1      |
| 6 | 조선민주주의인민공화국 | 0    | 1      |